# Championnat du Japon de football 1987-1988
Le Championnat du Japon de football 1987-1988 est la vingtième-troisième édition de la Japan Soccer League. La saison a débuté le 17 octobre 1987 et s'est achevée le 22 mai 1988. 

## Classement de la première division
| Pos | Club              | Pts | J  | G  | N  | D  | Bp | Bc | Diff | Note           |
| --- | ----------------- | --- | -- | -- | -- | -- | -- | -- | ---- | -------------- |
| 1   | Yamaha Motors     | 34  | 22 | 12 | 10 | 0  | 27 | 10 | +17  | Champion       |
| 2   | Nippon Kokan      | 30  | 22 | 13 | 4  | 5  | 25 | 13 | +12  |                |
| 3   | Mitsubishi Motors | 29  | 22 | 12 | 5  | 5  | 27 | 15 | +12  |                |
| 4   | Nissan            | 25  | 22 | 10 | 5  | 7  | 27 | 20 | +7   |                |
| 5   | Yomiuri           | 24  | 22 | 8  | 8  | 6  | 23 | 17 | +6   |                |
| 6   | Yanmar Diesel     | 24  | 22 | 7  | 10 | 5  | 22 | 19 | +3   |                |
| 7   | Furukawa Electric | 21  | 22 | 6  | 9  | 7  | 17 | 16 | +1   |                |
| 8   | Honda             | 20  | 22 | 6  | 8  | 8  | 19 | 22 | -3   |                |
| 9   | Fujita Industries | 18  | 22 | 6  | 6  | 10 | 16 | 20 | -4   |                |
| 10  | Sumitomo          | 15  | 22 | 5  | 5  | 12 | 17 | 32 | -15  |                |
| 11  | Mazda             | 13  | 22 | 2  | 9  | 11 | 8  | 18 | -10  | Relégués en D2 |
| 12  | Toyota Motors     | 11  | 22 | 3  | 5  | 14 | 10 | 36 | -26  | Relégués en D2 |

## Classement des buteurs de la D1
| Pos | Joueur          | Nombre de buts |
| --- | --------------- | -------------- |
| 1   | Toshio Matsuura | 11             |
| 2   | Hiromi Hara     | 10             |

## Classement de la deuxième division

### Premier tour
Le premier tour est constitué de deux groupes régionaux (Est et Ouest). Chaque groupe est composé de huit clubs. Les quatre premiers de chaque groupe sont qualifiés pour le groupe de promotion. Les quatre derniers de chaque groupe sont qualifiés pour le groupe de relégation de leur zone régionale.

#### Groupe Est
| Pos | Club                 | Pts | J  | G | N | D  | Bp | Bc | Diff | Note                                       |
| --- | -------------------- | --- | -- | - | - | -- | -- | -- | ---- | ------------------------------------------ |
| 1   | Toshiba              | 20  | 14 | 8 | 4 | 2  | 20 | 5  | +15  | Qualifiés pour le groupe de promotion      |
| 2   | ANA                  | 20  | 14 | 7 | 6 | 1  | 26 | 13 | +13  | Qualifiés pour le groupe de promotion      |
| 3   | Hitachi              | 18  | 14 | 6 | 6 | 2  | 22 | 9  | +13  | Qualifiés pour le groupe de promotion      |
| 4   | NTT Kanto            | 17  | 14 | 5 | 7 | 2  | 20 | 12 | +8   | Qualifiés pour le groupe de promotion      |
| 5   | Fujitsu              | 14  | 14 | 5 | 4 | 5  | 17 | 13 | +4   | Qualifiés pour le groupe de relégation Est |
| 6   | Toho Titanium        | 10  | 14 | 3 | 4 | 7  | 11 | 25 | -14  | Qualifiés pour le groupe de relégation Est |
| 7   | Seino Transportation | 7   | 14 | 3 | 1 | 10 | 7  | 25 | -18  | Qualifiés pour le groupe de relégation Est |
| 8   | Kofu Club            | 6   | 14 | 1 | 4 | 9  | 8  | 29 | -21  | Qualifiés pour le groupe de relégation Est |

#### Groupe Ouest
| Pos | Club                   | Pts | J  | G  | N | D  | Bp | Bc | Diff | Note                                         |
| --- | ---------------------- | --- | -- | -- | - | -- | -- | -- | ---- | -------------------------------------------- |
| 1   | Matsushita Electric    | 25  | 14 | 11 | 3 | 0  | 51 | 7  | +44  | Qualifiés pour le groupe de promotion        |
| 2   | Tanabe Pharmaceuticals | 19  | 14 | 8  | 3 | 3  | 27 | 13 | +14  | Qualifiés pour le groupe de promotion        |
| 3   | Cosmo Oil Yokkaichi    | 18  | 14 | 7  | 4 | 3  | 24 | 15 | +9   | Qualifiés pour le groupe de promotion        |
| 4   | Kawasaki Steel         | 14  | 14 | 6  | 2 | 6  | 21 | 19 | +2   | Qualifiés pour le groupe de promotion        |
| 5   | Osaka Gas              | 14  | 14 | 6  | 2 | 6  | 15 | 25 | -10  | Qualifiés pour le groupe de relégation Ouest |
| 6   | New Japan Steel        | 11  | 14 | 4  | 3 | 7  | 15 | 28 | -13  | Qualifiés pour le groupe de relégation Ouest |
| 7   | NTT Kansai             | 6   | 14 | 3  | 0 | 11 | 11 | 34 | -23  | Qualifiés pour le groupe de relégation Ouest |
| 8   | Mazda Auto Hiroshima   | 5   | 14 | 2  | 1 | 11 | 8  | 31 | -23  | Qualifiés pour le groupe de relégation Ouest |

### Second tour

#### Groupe de promotion
| Pos | Club                   | Pts | J  | G  | N | D  | Bp | Bc | Diff | Note                        |
| --- | ---------------------- | --- | -- | -- | - | -- | -- | -- | ---- | --------------------------- |
| 1   | ANA                    | 24  | 14 | 11 | 2 | 1  | 26 | 6  | +20  | Champion de D2, promu en D1 |
| 2   | Matsushita Electric    | 20  | 14 | 9  | 2 | 3  | 24 | 8  | +16  | Promu en D1                 |
| 3   | Toshiba                | 18  | 14 | 8  | 2 | 4  | 15 | 8  | +7   |                             |
| 4   | Hitachi                | 15  | 14 | 6  | 3 | 5  | 11 | 12 | -1   |                             |
| 5   | NTT Kanto              | 14  | 14 | 4  | 6 | 4  | 8  | 9  | -1   |                             |
| 6   | Tanabe Pharmaceuticals | 11  | 14 | 2  | 7 | 5  | 11 | 16 | -5   |                             |
| 7   | Cosmo Oil Yokkaichi    | 5   | 14 | 2  | 1 | 11 | 7  | 21 | -14  |                             |
| 8   | Kawasaki Steel         | 5   | 14 | 1  | 3 | 10 | 8  | 30 | -22  |                             |

#### Groupe de relégation

##### Zone Est
| Pos | Club                 | Pts | J | G | N | D | Bp | Bc | Diff | Note                         |
| --- | -------------------- | --- | - | - | - | - | -- | -- | ---- | ---------------------------- |
| 1   | Fujitsu              | 22  | 6 | 4 | 0 | 2 | 25 | 17 | -8   |                              |
| 2   | Toho Titanium        | 14  | 6 | 2 | 0 | 4 | 17 | 33 | -16  |                              |
| 3   | Kofu Club            | 13  | 6 | 3 | 1 | 2 | 15 | 34 | -19  |                              |
| 4   | Seino Transportation | 12  | 6 | 2 | 1 | 3 | 13 | 35 | -22  | Relégué en séries régionales |

Fujitsu, Toho Titanium et Kofu Club se maintiennent en D2. 

##### Zone Ouest
| Pos | Club                 | Pts | J | G | N | D | Bp | Bc | Diff | Note                         |
| --- | -------------------- | --- | - | - | - | - | -- | -- | ---- | ---------------------------- |
| 1   | New Japan Steel      | 19  | 6 | 4 | 0 | 2 | 25 | 27 | -10  |                              |
| 2   | Osaka Gas            | 19  | 6 | 1 | 3 | 2 | 20 | 30 | -10  |                              |
| 3   | NTT Kansai           | 11  | 6 | 2 | 1 | 3 | 19 | 43 | -24  |                              |
| 4   | Mazda Auto Hiroshima | 11  | 6 | 2 | 1 | 2 | 16 | 40 | -24  | Relégué en séries régionales |

New Japan Steel, Osaka Gas et NTT Kansai se maintiennent en D2. 

##### Matchs de classement
Le premier du groupe Est rencontre le premier du groupe Ouest pour déterminer le 9e et le 10e du classement. Le second de l'Est et de l'Ouest s'affrontent pour déterminer le 11e et le 12e du classement. Les troisièmes de l'Est et de l'Ouest se disputent les 13e et 14e places. Enfin les deux derniers de chaque groupe s'affrontent pour déterminer le 15e et le 16e du classement. 
| Pos   | Est                  | Score           | Ouest                |
| 9-10  | Fujitsu              | 1-2             | New Japan Steel      |
| 11-12 | Toho Titanium        | 2-0             | Osaka Gas            |
| 13-14 | Kofu Club            | 0-0 (4-1 t.a.b) | NTT Kansai           |
| 15-16 | Seino Transportation | 5-0             | Mazda Auto Hiroshima |

Classement
| Pos | Club                 |
| 9   | New Japan Steel      |
| 10  | Fujitsu              |
| 11  | Toho Titanium        |
| 12  | Osaka Gas            |
| 13  | Kofu Club            |
| 14  | NTT Kansai           |
| 15  | Seino Transportation |
| 16  | Mazda Auto Hiroshima |